# Stirb und werde
Stirb und werde (frz.: Si le grain ne meurt) heißt die Autobiographie des französischen Schriftstellers und Intellektuellen André Gide.
Das rund 400 Seiten umfassende Werk erschien erstmals 1926, 1930 auch in deutscher Übersetzung von Ferdinand Hardekopf bei der Deutschen Verlagsanstalt, Stuttgart.

## Die Thematik
Gide beschreibt in Stirb und werde die Zeit von seiner frühesten Kindheit bis zu seiner Verlobung mit seiner Cousine Madeleine Rondeaux im Jahr 1895. Er reflektiert über die strenge, puritanische Erziehung durch seine protestantische Mutter, sein schulisches Versagen, seine kulturelle Bildung, seine Verehrung für Madeleine und schließlich die Entdeckung seiner Homosexualität.
Die Zeit seiner Ehe mit Madeleine verarbeitet Gide in seinem ebenfalls autobiographischen Werk Et nunc manet in te, geschrieben nach Madeleines Tod 1938 und erschienen 1951. Darin erkennt er, dass sein Plan, seine Homosexualität durch die Heirat zu bekämpfen, gescheitert ist.
In Stirb und werde spricht Gide die folgenden Themen an:

### Erster Teil
Kapitel I:
- Frühe Kindheit in Paris
- Entwicklung der „schlechten Gewohnheiten“ (er masturbiert mit dem Sohn des Hausmeisters)
- Einsamkeit als Einzelkind ohne Spielkameraden
- Familie der Mutter (Rondeaux) in Rouen

Kapitel II:
- Familie des Vaters (Gide) in Uzès
- Religion (Protestantismus) und Spiritualität
- Homosexualität des Dienstmädchens
- Schulischer Misserfolg

Kapitel III:
- Das Grundstück der Familie Rondeaux in La Roque (Normandie)
- Freude am Angeln
- Karneval und Maskenball
- Pensionat und erste gewonnene Rauferei
- Tod des Vaters

Kapitel IV:
- Die Cousinen in Rouen
- Umzug nach Montpellier
- Wichtigkeit, Partei zu ergreifen, auch in Fragen der Religion
- Beginn der (teilweise vorgetäuschten) Krankheiten

Kapitel V:
- Ehebruch der Tante
- Entdeckung: „Ich bin nicht so wie die anderen“
- Beobachtung des Wachstums einer Gladiole
- Heimliche Verehrung der Cousine Emmanuèle (in Wirklichkeit Madeleine)

Kapitel VI:
- Einrichtung des Salons der Wohnung
- Kulturelle und musikalische Bildung: Klavierstunden, Verachtung für das Theater, Entdeckung der Literatur
- Freundschaft mit Lionel in La Roque
- Entdeckung der Armut

Kapitel VII:
- Gefühl, „auserwählt“ zu sein
- Diskussionen über die Kindererziehung
- Entdeckung der Unzucht
- Freude am Lesen

Kapitel VIII:
- Liebe zu Emmanuèle
- Religiöse Initiation und Glaubenskrise
- Rückkehr an die École Alsacienne, dann ans Lycée Henri-IV
- Freundschaft mit Pierre Louÿs
- Erste Schreibversuche

Kapitel IX:
- Außereheliche Beziehung und uneheliches Kind des Cousins Albert
- Malerei (Albert) und Klavier (André Gide)
- Zufällige Begegnung mit Gauguin
- Beginn der Schriftstellerei

Kapitel X:
- Kunst und Musik als Beeinflusser der Literatur
- Besuch Literarischer Salons, unter anderem bei Stéphane Mallarmé
- Zeitgenössische literarische Strömungen
- Ende der düsteren Kindheit
- Problematik der Wahrhaftigkeit der Memoiren

### Zweiter Teil
Kapitel I:
- Erste Reise nach Algerien
- Entdeckung seiner Homosexualität
- Trennung von Liebe und Lust
- Krankheit (Verdacht auf Tuberkulose)
- Päderastie
- Exotismus

Kapitel II:
- Begegnung mit Oscar Wilde
- Homosexualität: endgültiges Eingeständnis in Algier
- Ende der Freundschaft mit Pierre Louÿs
- Wiederentdeckung der Religion angesichts der dekadenten westlichen Welt
- Tod der Mutter → Gefühl der Freiheit
- Verlobung mit Emmanuèle

## Der Titel
Der von Ferdinand Hardekopf in der 1930 erschienenen ersten Übersetzung gewählte und von Johanna Borek in ihrer Übersetzung übernommene deutschsprachige Titel Stirb und Werde stammt aus dem Gedicht Selige Sehnsucht aus dem West-östlichen Divan von Goethe („Und so lang du das nicht hast / Dieses: Stirb und werde! / Bist du nur ein trüber Gast / Auf der dunklen Erde.“)
Wie das Gedicht von Goethe ist der französische Originaltitel eine Anspielung auf einen Vers aus dem Johannesevangelium: „Wenn das Weizenkorn nicht in die Erde fällt und erstirbt, bleibt es allein; wenn es aber erstirbt, bringt es viel Frucht. Wer sein Leben liebt, wird es verlieren; und wer sein Leben in dieser Welt hasst, wird es zum ewigen Leben bewahren. “ (Elberfelder Bibel, Joh. 12,24-25).
Der Unterschied zwischen dieser Übersetzung und der ursprünglichen Bedeutung des Titels ist, dass dort, wo Hardekopfs Titel und Goethes Formulierung dazu anspornen, der von Christus gepredigten und praktizierten Lebensweise zu folgen, auf Wollust zu verzichten (das Ersterben des Weizenkorns) und die Ewigkeit anzustreben (die Frucht, die das Weizenkorn durch seinen Tod hervorbringt), Gide selbst – in seinem Buch wie in seinem Titel – beschreibt, wie er diese Moral in seinem Leben nicht befolgt hat: Er war ein Weizenkorn, das nicht erstorben ist.
Neben dieser auf die Bibel verweisenden allgemeinen Bedeutung hat der französische Titel auch einen stärker greifbaren, körperlichen Beigeschmack: Gide beschreibt häufig seine homosexuellen und autoerotischen Handlungen, wobei sein Samen, wofür das Weizenkorn eine Metapher ist, selbstverständlich keine menschliche Frucht hervorbringt.